# Koneti Thimmanahalli, Srinivaspur
Koneti Thimmanahalli là một làng thuộc tehsil Srinivaspur, huyện Kolar, bang Karnataka, Ấn Độ.